# Piazza del Municipio (Ferrara)
Piazza del Municipio è un'importante piazza di Ferrara situata in pieno centro storico.

## Storia e descrizione

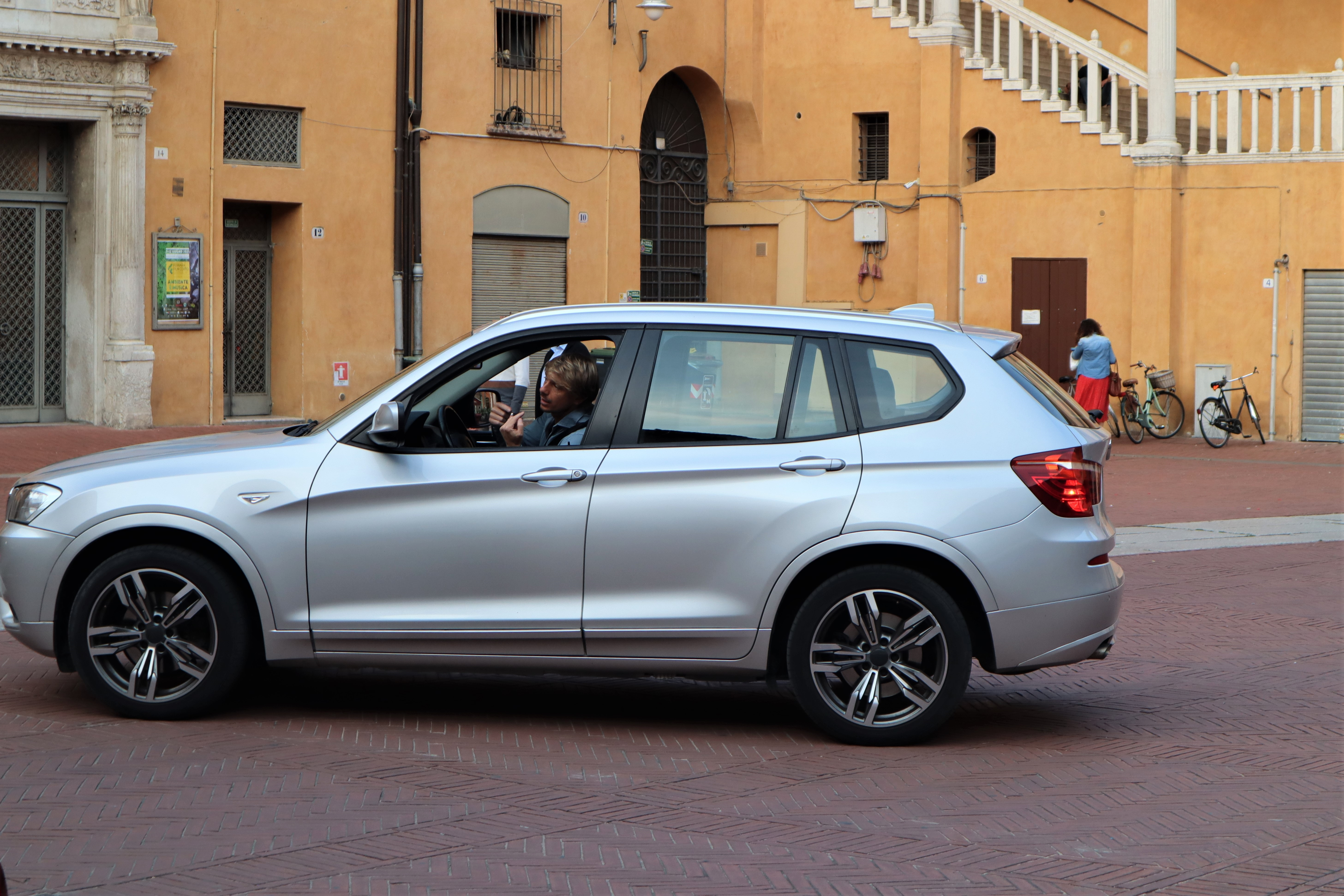
Giorgio Pasotti durante le riprese della fiction Lea e i bambini degli altri in Piazza del Municipio a Ferrara il 9 giugno 2021.

Un tempo l'attuale piazza accoglieva il cortile ducale del Palazzo Municipale che fu la prima dimora degli Este e successivamente, quando la famiglia ducale si trasferì nel Castello Estense, il palazzo fu più volte rimaneggiato e modificato fino all'attuale uso destinato alle sedi del Comune.
La piazza è famosa per l'imponente scalone d'onore di marmo bianco, costruito nel 1481 su disegno di Pietro Benvenuto degli Ordini, caratterizzata da una copertura a volta con cupola centrale e arcate in stile rinascimentale mentre la balaustra marmorea presenta elementi gotici medioevali.
Sulla piazza si affaccia anche l'entrata della Sala Estense, oggi adibita a teatro mentre un tempo rappresentava la facciata della cappella di Santa Maria di Corte.
Si può accedere alla piazza municipale attraverso l'entrata principale posta esattamente di fronte al protiro del duomo chiamata Volto del Cavallo costituito da un portico adornato da un lato da una grossa colonna sulle cui sommità è collocata la statua in bronzo di Borso d'Este in trono e sull'altro lato da un elegante arco su colonne con la statua di Niccolò III d'Este a cavallo. L'altra entrata è posta sul lato opposto della piazza, dove inizia la via Garibaldi, chiamata Volto della Colombina. Infine, l'ultima entrata è posta sul lato più antico del palazzo che si affaccia sulla via Cortevecchia chiamata Volto del Cavalletto.
Piazza del Municipio viene scelta spesso come sede di manifestazioni come le prove degli sbandieratori durante i giorni che precedono il Palio di Ferrara, il mercato contadino con prodotti tipici freschi e trasformati della provincia di Ferrara oppure sede di Festival.